# Badra (Allemagne)
Pour les articles homonymes, voir Badra.
Badra est un village et une ancienne commune d'Allemagne en Thuringe qui depuis le 31 décembre 2012 fait partie de la commune Kyffhäuserland.
La population était de 569 habitants en 2011.